# Он-Эки-Мойнок
Он-Эки-Мойнок (кирг. Он-Эки-Мойнок) — село в Кыргызстане. Входит в Ноокатский район Ошской области Кыргызстана в составе Он-Эки-Бельского аильного округа.
Расположено на юго-западе Кыргызстана юго-западнее столицы республики г. Бишкек.
По переписи 2021 года население села составляло 1097 жителей.